# Tomasz Stankiewicz
Tomasz Wacław Stankiewicz (* 28. Dezember 1902 in Warschau, Russisches Kaiserreich; † 21. Juni 1940 in Palmiry) war ein polnischer Radsportler.  Bei den Olympischen Spielen 1924 in Paris gewann er mit dem polnischen Bahn-Vierer in der Mannschaftsverfolgung die erste olympische Medaille für Polen im Radsport. 1940 wurde er während der deutschen Besetzung Polens im Rahmen der „AB-Aktion“ ermordet.

## Sportliche Laufbahn

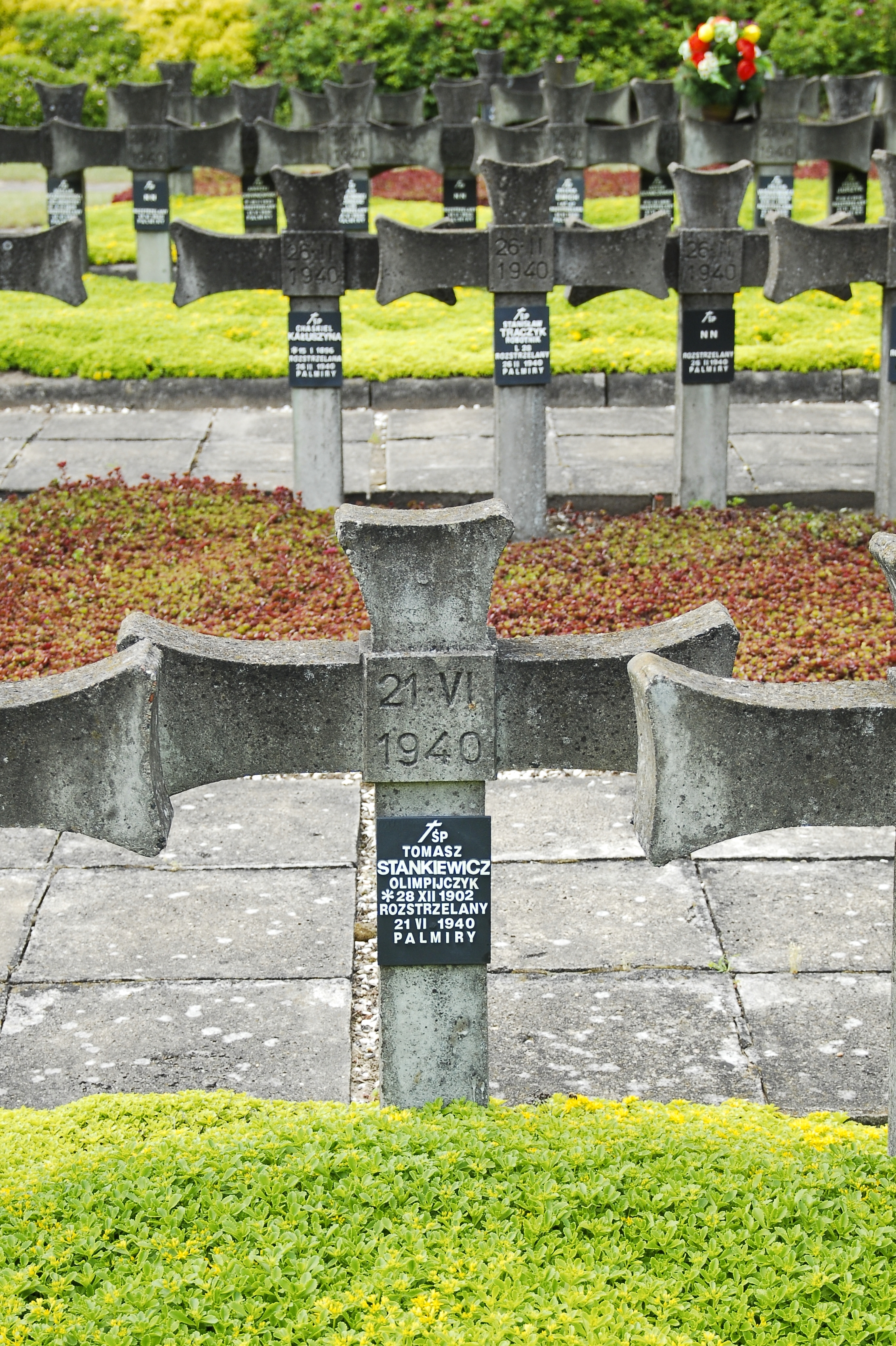
Grab von Tomasz Stankiewicz auf der Gedenkstätte in Palmiry

Tomasz Stankiewicz besuchte eine Handelsschule. Er war groß und athletisch gebaut und begann im Alter von 19 Jahren 1921 mit dem Radsporttraining auf der Radrennbahn von Dynasy, einem Ortsteil von Warschau. Sein damaliger Mannschaftskamerad vom Verein Warszawskie Towarzystwo Cyklistów, Franciszek Szymczyk, erinnerte sich später, dass Stankiewicz ein erstklassiges Rad mit englischen Komponenten besessen habe, das den Neid der anderen Sportler geweckt habe. Stankiewicz galt als ehrgeizig, aber auch als gesellig: So habe er bei Partys des Klubs bis in den frühen Morgen gefeiert, ohne dabei Alkohol zu trinken, so Szymczyk.
1923 wurde Stankiewicz polnischer Meister im Sprint auf der Bahn, zu den geschlagenen Konkurrenten gehörte auch Szymczyk. Im selben Jahr nahm er mit Szymczyk, Wiktor Hoechsman, Wiktor Ryl (Iko) und Józef Lange an den Bahnweltmeisterschaften in Zürich teil. 1924 startete er bei den Olympischen Spielen in Paris und errang gemeinsam mit Lange, Jan Łazarski und Szymczyk die Silbermedaille in der Mannschaftsverfolgung, nachdem der polnische Vierer im Finale dem favorisierten italienischen Team um acht Sekunden unterlegen war. Dies war die erste olympische Medaille im Radsport für Polen. 1925 beendete Tomasz Stankiewicz seine sportliche Laufbahn.

## Tod in Palmiry
Nach seinem Rücktritt vom Radsport wurde Stankiewicz Leiter der Verkaufsabteilung von Chrysler in Warschau. Während der ersten Tage der Besatzung durch die Wehrmacht im Jahre 1939 wurde er zufällig auf der Straße verhaftet, und man fand illegale Zeitungen bei ihm. Er soll in der Widerstandsbewegung Związek Walki Zbrojnej (ZWZ) aktiv gewesen sein. Er wurde im Pawiak-Gefängnis inhaftiert.
1940 gehörte Stankiewicz zu den 378 Menschen, die am 20. und 21. Juni nahe der Ortschaft Palmiry (ca. 30 Kilometer nordwestlich von Warschau) bei Massenerschießungen im Rahmen der sogenannten „AB-Aktion“ von den deutschen Besatzern getötet wurden, hauptsächlich Politiker, Wissenschaftler, Journalisten und Künstler sowie weitere prominente Sportler wie etwa der Leichtathletik-Olympiasieger über 10.000 m Janusz Kusociński und der Schachmeister Dawid Przepiórka. Insgesamt wurden auf diesem Gelände zwischen 1939 und 1941 rund 2000 Polen ermordet, die meisten von ihnen Insassen aus Warschauer Gefängnissen, die aus politischen Gründen inhaftiert waren und als Angehörige der polnischen Intelligenz galten. Die Erschießungen – als Massaker von Palmiry bekannt – wurden von Angehörigen des Volksdeutschen Selbstschutz, des SD und der Sicherheitspolizei durchgeführt. Die gesamte Aktion erfolgte auf Anweisung von Reinhard Heydrich, dem Leiter des Reichssicherheitshauptamts (RSHA), und von Generalgouverneur Hans Frank. Organisator vor Ort war SS-Standartenführer Josef Meisinger. Er wurde am 7. März 1947 in Warschau wegen seiner Kriegsverbrechen hingerichtet; Frank war schon im Jahr zuvor im Nürnberger Prozess gegen die Hauptkriegsverbrecher vor dem Internationalen Militärgerichtshof zum Tode verurteilt und gehängt worden.
1948 wurde die Gedenkstätte in Palmiry eröffnet. Im Zug der Exhumierung der Leichen erhielt Tomasz Stankiewicz dort ein Grab.

## Erfolge
1923
- Polnischer Meister – Sprint

1924
- Olympische Spiele – Mannschaftsverfolgung (mit  Józef Lange, Jan Łazarski und Franciszek Szymczyk)